# Host (Datenbankanbieter)
In der Informationswirtschaft werden Anbieter von kostenpflichtigen Fachdatenbanken und Fachinformationen im Internet als Host, synonym auch als Online-Host, Datenbankanbieter, Datenbankvertreiber, Vendor, Distributor, Online Service, Information Provider, Information Service oder Aggregator bezeichnet. Hosts bestehen aus einem Rechenzentrum oder einem Rechnerverbund.

## Aufgabe
Hosts sind sogenannte Content Aggregatoren, die Datenbanken unterschiedlicher Informationsproduzenten innerhalb einer Oberfläche bündeln (Vertrieb von Fremdprodukten). Content Aggregatoren können auch in Märkten mit nicht digitalen Gütern auftauchen (z. B. Shopping Malls). Viele Datenbankproduzenten (Datenbankhersteller) stellen ihre Datenbanken als Selbstvermarkter ins Internet (selbstproduzierte Produkte). Die Hauptaufgabe eines Host ist die informationstechnische Aufbereitung und Akquisition von Datenbanken, d. h. das Einlesen der Daten in Hostrechner (E-Text), die Verwaltung der Datenbestände, die Bereitstellung, die Vermarktung und der Vertrieb der Datenbanken. Die Datenbanken werden meist auch auf CD-ROM, Magnetband o. Ä. angeboten. Das Gale Directory of Databases verzeichnet für 2005 9.489 Online-Datenbanken, portable Datenbanken (CD-ROM: 3.920, DVD: 113, Diskette: 420, Magnetband: 220, Handheld: 21, Batch-Access: 95), 2.927 Anbieter von Online-Datenbanken sowie 3.416 Produzenten von Online-Datenbanken. Wenige Hosts sind multidisziplinär, die Großzahl ist fachorientiert (Pressedatenbanken, Fachzeitschriften, Recht, Wirtschaftsinformationen, Technik, Medizin, Pharmazie, Patente) oder auf ein Fachgebiet spezialisiert (Molekularbiologie). Hosts können sowohl Firmen als auch öffentliche Institutionen (Fachinformationszentrum) sein. Viele Hosts bieten zusätzliche Leistungen an, wie Hilfestellungen bei Intranetlösungen, einen Recherche-Service, eine digitale Archivierung, die Bereitstellung von Quellen oder Dokumentlieferungen. Man findet in diesen Informations-Supermärkten fast alles was zu bestimmten Themen veröffentlicht wurde.

## Recherche
Die Kenntnis relevanter Hosts, ihrer Angebote und ihrer Besonderheiten, gehört zu den Voraussetzungen für eine effektive Recherche. Da nur wenige Hosts ein Monopol auf Datenbanken haben, sind die Auswahlkriterien für einen Host die angebotenen Datenbanken zu einem Thema, die Zugriffsmöglichkeiten und die Kosten.
- die angebotenen Datenbanken sind das wichtigste Kriterium. Aber auch die Nutzerhilfen (Hinführung und Suchhilfen) sind entscheidend.
- Die Zugriffsmöglichkeiten unterscheiden sich nach Online oder Offline (CD-ROM) Version, nach Art der Suchmöglichkeiten (Retrieval-Sprache), bei Zugang über Telnet oder Datex-P nach speziellen Kommunikationsprogrammen oder Client-Software (Retrieval-Tools) und nach Suchmöglichkeit über das WWW mit einer hosteigenen Suchoberfläche. Bei einigen Datenbanken erstellen sogenannte Teaser zu jedem in eine Suchmaschine eingegebenen Suchbegriff (aus einem Volltextindex heraus) automatisch eine gleichnamige HTML-Datei (Doorwaypage, Brückenseite). Nach dem Anklicken dieser Datei in der Trefferliste der Suchmaschine erscheint ein Link zur Kasse und dann erst die eigentliche Information.
- Die Kosten ergeben sich als Summe aus der Höhe der Grundgebühren und Mindestnutzung, der Kosten der Datenbanken selbst und den Kosten der Nachweise.
- Ein umfassendes Verzeichnis von Datenbanken und ihren Anbietern bietet das von der Deutschen Forschungsgemeinschaft (DFG) geförderte Datenbank-Infosystem (DBIS).

## Datenhosting
Unter diesem Begriff versteht man bei Hosts das Zusammenfassen von Datenbanken bei einem Anbieter. Da die Datenbanken von verschiedenen Herausgebern geliefert werden, müssen sie beim Host noch angepasst und in das interne System eingepflegt werden. Danach kann der Host seine Vorteile gegenüber den Datenbankherstellern aufzeigen:
- Die verschiedenen Datenbanken sind thematisch zusammengefasst.
- Die Suchsyntax ist systemweit einheitlich.
- einheitliche Suchoberfläche für Daten verschiedener Informationslieferanten
- Die Zusatzhilfen sind in jeder Datenbank gleich.
- Dauerrecherchen (Alert-Dienst, SDI – Selective Dissemination of Information) automatische Zulieferung von Hinweisen auf neue Publikationen zu interessierenden Fragestellungen werden von den meisten Hosts als weiteren Service angeboten
- Der Nutzer braucht nur ein Login.
- Die Daten sind gegenüber der Einzelabfrage bei verschiedenen Herausgebern („Publishern“) schnell wiederauffindbar.

Die Nachteile der Datenhostings sind:
- Die Daten sind kostenpflichtig.
- Die recherchierende Person muss mit den Inhalten der verfügbaren Datenbanken vertraut sein (eine geeignete Datenbank muss ausgesucht werden).
- geringer Bekanntheits- und Nutzergrad
- Dokumente dürfen nicht weitergegeben werden.
- Spezialfelder einer Datenbank können nicht abgebildet werden.
- Neue Artikel können nicht sofort recherchiert werden.
- keine offene und einheitliche Abfragesprache verschiedener Hosts (proprietäre Retrievalsprachen)
- kein gemeinsamer Dokumentenstandard

## Deep Web
Die Datensätze der von Hosts angebotenen Datenbanken können meist nicht über Suchmaschinen abgerufen werden. Daher werden die Daten dem sogenannten Deep Web und im Speziellen – nach der Klassifikation von Shermann & Price (2001) – dem Truly Invisible Web zugerechnet. Diese Kategorie beinhaltet Webseiten die aus technischen Gründen nicht indexiert werden können. Neben den relationalen Datenbanken von Hosts gehören zu dieser Rubrik dynamische Webseiten und Webseiten in Datenformaten die von Webcrawlern zurzeit noch nicht verarbeitet werden können (z. B. Flash, Bildinhalte). Allein der Informationsanbieter LexisNexis hat mit 4,6 Milliarden Datensätzen mehr als die Hälfte der Anzahl der Datensätze des Suchmaschinenprimus Google. Das Deep Web ist die am schnellsten wachsende Kategorie von neuen Informationen im Web.

## Wichtige Hosts
- Datastar 
  - ist ein Produkt von Dialog
  - mehr als 350 Datenbanken
  - Finanzen, Recht, Wirtschaft, Pharmazie, Medizin, Gesundheitswesen, Umwelt, Chemie, Biotechnologie; Patente, Marken, Europäische Zeitungen (Volltext)
- Deutsches Institut für medizinische Dokumentation und Information (DIMDI)
  - Behörde des Bundesministeriums für Gesundheit
  - etwa 70 Datenbanken, davon rund die Hälfte kostenfrei
  - Medizin, Gesundheitswesen; Biowissenschaften, Biotechnologie, Pharmakologie, Agrar, Ernährung, Psychologie, Sozialwissenschaften
- Dialog
  - Tochter von ProQuest
  - Weltmarktführer der Datenbankanbieter
  - mehr als 1200 Datenbanken online
  - Firmen-, Produkt-, Finanzinformationen; Naturwissenschaft, Technik, Medizin, Umwelt; Politik, Recht, Nachrichten, Patente
- Factiva
  - ein Produkt von Dow Jones
  - über 35.000 führende Nachrichten- und Wirtschaftsquellen aus 160 Ländern in 23 Sprachen darunter über 700 Nachrichtenagenturen
- Firmenwissen
  - ein Online-Dienst vom Verband der Vereine Creditreform e. V.
  - Firmendaten zu zwei Mio. Unternehmen aus dem deutschsprachigen Raum
  - Datenbank mit über 400.000 Jahresabschlüssen
  - Zugriff auf die Handelsregistereinträge des European Business Register (EBR)
- WTI-Frankfurt
  - über 30 Millionen Fachartikel aus 1800 internationalen technisch-wissenschaftlichen Publikationen, inklusive „grauer Literatur“ wie Dissertationen und Konferenzauswertungen
  - mehr als 30 Datenbanken
  - Themen: Elektromobilität, Elektrotechnik, Elektronik, Maschinen- und Anlagenbau, Bau, Informationstechnik, Werkstoffe, Physik, Betriebsführung, Umwelt, Textil, Holztechnologie, Drucktechnik, Medizinische Technik, Chemie und Biotechnologie, Informationswissenschaft, Europäische Ausschreibungen, Standards und Normen
- GBI-Genios, GBI the Contentmachine & German Economic Network Information Online Service
  - Die e-Bibliothek der deutschen Wirtschaft, Gesellschaft für Betriebswirtschaftliche Information
  - mehr als 950 Datenbanken
  - Betriebswirtschaftliche Informationen; Zeitungen und Zeitschriften (Volltext); Firmeninformationen, Informationswirtschaft
  - Websuche, Recherche und Trefferlisten-Anzeige kostenfrei, erst die Anzeige des Dokuments ist kostenpflichtig
- LexisNexis
  - Laut eigenen Angaben „die größte Volltextbibliothek der Welt“
  - mehr als 36.000 „Quellen“
  - Presseinformationen (Volltext); Wirtschaft, Finanzen, Firmeninformationen, Recht, Patente
- PSYNDEX (Psychologie-Datenbank des ZPID)
  - PSYNDEX ist die Referenzdatenbank der psychologischen Literatur und Testverfahren aus den deutschsprachigen Ländern sowie psychologisch relevanter audiovisueller Medien und Interventionsprogramme
  - Nachweise zu über 200.000 Dokumenten
  - Das ZPID wird gefördert vom Bund (Bundesministerium für Gesundheit) und von den Ländern (Sitzland Rheinland-Pfalz).
- Questel Orbit
  - Tochtergesellschaft der France Telecom Multimedia
  - etwa 120 Datenbanken
  - Patente; Markenzeichen; Naturwissenschaft; Wirtschaft
  - QWEB Websuche
- STN International, The Scientific & Technical Information Network
  - Der weltweit angebotene Online-Service STN International wird gemeinsam von Fachinformationszentrum Karlsruhe und dem Chemical Abstracts Service (CAS) in Columbus, Ohio betrieben. In Japan wird STN von der Japan Association for International Chemical Information (JAICI) in Tokio repräsentiert.
  - mehr als 200 Datenbanken online
  - Chemie, Pharmazie, Physik, Biowissenschaften, Mathematik; Medizin, Umwelt, Agrar, Geowissenschaften; Elektronik, Telekommunikation, Werkstoffe; Patente, Zeitschriften, Firmeninformation
  - STNEasy Websuche mit einer Auswahl von Datenbanken